# Golfo di Valencia
Il golfo di Valencia (in Valenciano: Golf de Valencia; in Spagnolo: Golfo de Valencia) è un golfo del Mare delle Baleari (Mediterraneo occidentale) posizionato di fronte alle Baleari. Si estende dal Cabo de la Nao (Jávea) fino alle foci dell'Ebro (Tortosa) e interessa le regioni spagnole della Comunità Valenciana e della Catalogna.
Le città più importanti che si affacciano sul golfo sono: Jávea, Dénia, Oliva, Gandía, Cullera, Valencia, Sagunto, Castellón de la Plana, Benicarló, Vinaroz, Sant Carles de la Ràpita.